# Laisha Wilkins
Laisha Wilkins Pérez (Ciudad de México, 18 de mayo de 1976), conocida simplemente como Laisha Wilkins, es una actriz y presentadora de televisión mexicana.

## Biografía
Originalmente estudiaría cocina, pero después ingresó al Centro de Educación Artística (CEA) de Televisa para estudiar actuación.
Sus primeras apariciones en televisión fueron algunas pequeñas participaciones en Otro rollo con Adal Ramones.
En 1997, participó en un programa de corte juvenil llamado Mi generación: Amor de verano haciendo el papel Mariana. Posteriormente, recibió una oportunidad como conductora en el canal de videos Telehit.
En 1998 el productor Emilio Larrosa le ofreció uno de los papeles protagónicos de la telenovela Soñadoras, interpretando a Emilia.
En 2000 interpretó a Rebeca en la telenovela juvenil Locura de amor y realizó una actuación especial en la telenovela Primer amor a mil por hora. Entre 2001 y 2002 participó en varios capítulos del unitario Mujer, casos de la vida real.
Después de dos años de no hacer telenovelas, en 2004 aceptó la propuesta del productor Carlos Moreno Laguillo para trabajar en Bajo la misma piel, interpretando a Paula junto a Kate del Castillo. Esta telenovela le otorgó reconocimiento en la entrega de Premios TVyNovelas 2004.
En 2006 realizó una actuación en la telenovela La fea más bella. En 2007 hizo su primera incursión en cine en la película Mejor es que Gabriela no se muera. En 2008 participó en cinco episodios de la serie Mujeres asesinas interpretando a la teniente Lucía Álvarez. Ese mismo año Angelli Nesma le ofreció el papel de Constanza en Un gancho al corazón. Posteriormente realizó una participación como coproductora y actriz del filme Ángel caído, en el papel de Perséfone. También realizó una actuación especial en Corazón salvaje. En 2011 regresa como antagonista en La fuerza del destino. En 2013 participa en actuación especial en Mentir para vivir. En 2015 regresa como antagonista en Que te perdone Dios. En 2016 participa en las telenovelas Tres veces Ana y La candidata.
El 20 de julio de 2020 estrenó junto a Gaby Quiroga y María Inés Guerra el programa de televisión LCDP del canal Multimedios Televisión, hasta su salida en enero de 2021.

## Trayectoria

### Telenovelas
- La candidata (2016-2017) - Lorena Sánchez[1][2]
- Tres veces Ana (2016) - Jennifer Corbalán[3][4]
- Que te perdone Dios (2015) - Ximena Negrete de Zarazúa / Daniela Negrete[5]
- Mentir para vivir (2013) - Inés Valdivia[6]
- La fuerza del destino (2011) - Maripaz Lomelí Curiel
- Corazón salvaje (2009-2010) - Constanza Rivera de Montes De Oca
- Un gancho al corazón (2008-2009) - Constanza "Conny" Lerdo de Tejada Moncada
- La fea más bella (2006-2007) - Carmina Muñiz
- Bajo la misma piel (2003-2004) - Paula Beltrán Ortiz
- Primer amor a mil por hora (2000-2001) - Tamara
- Locura de amor (2000) - Rebeca Becerril
- Soñadoras (1998-1999) - Emilia González
- Mi pequeña traviesa (1997-1998) - Lorena

### Programas
- LCDP (2020) - Conductora
- Mujeres asesinas (2008) - Teniente Lucía Álvarez
- Metropolis  (2007) - Conductora
- Premios TVyNovelas  (2004) - Conductora
- El Gordo y el Flaco (2004) - Conductora
- Don Francisco presenta (2003) - Conductora
- Big Brother (2002) - Participante
- Desde Gayola (2002) - Monserrat "Monse" #1
- Mujer, casos de la vida real (2000-2005)
- Mi generación (1997) - Mariana

### Cine
- The Zwickys (2014) - Erika
- Contratiempo (2011) - Valeria
- Ángel caído (2011) - Perséfone[7]
- Mejor es que Gabriela no se muera (2007) - La chica del tiempo

### Teatro
- El síndrome de Duchamp
- Una pareja con Ángel (2007)[8]
- Las mariposas son libres (2002)[9]

## Premios y nominaciones

### Premios TVyNovelas
| Año  | Categoría               | Telenovela            | Resultado |
| ---- | ----------------------- | --------------------- | --------- |
| 2017 | Mejor actriz de reparto | Tres veces Ana        | Nominada  |
| 2012 | Mejor actriz antagónica | La fuerza del destino | Nominada  |
| 2004 | Mejor actriz antagónica | Bajo la misma piel    | Nominada  |
| 1999 | Mejor actriz debutante  | Soñadoras             | Nominada  |

### People en Español
| Año  | Categoría     | Telenovela            | Resultados |
| ---- | ------------- | --------------------- | ---------- |
| 2011 | Mejor villana | La fuerza del destino | Nominada   |